# Ettersburg
Ettersburg ist eine Gemeinde im Norden des Kreises Weimarer Land (Thüringen). Erfüllende Gemeinde für die Gemeinde Ettersburg ist die Landgemeinde Am Ettersberg.

## Lage
Die Gemeinde Ettersburg befindet sich am nördlichen Waldessaum des Großen Ettersberges. Von da an beginnt der Übergang in das fruchtbare Thüringer Becken. Die Landesstraße 1054 streift östlich die Gemarkung des Ortes.

## Geschichte
Eine Stiftungsurkunde des Grafen Berno von Querfurt aus dem Jahre 1089 gilt als urkundliche Ersterwähnung des Ortes. Der Graf stiftete ein Kanonikerstift, das dem Erzstift Mainz unterstellt war. 1123 wandelte Erzbischof Adalbert I. es „wegen des unlauteren Lebenswandels“ der Kanoniker, mit Zustimmung von Bernos Sohn, des Grafen Wichmann, in ein Augustinerkonvent um. In der Nähe des Ortes entstand eine Burg, die nach Bernos Sohn Wichmann benannt wurde. Reste der Anlagen, wie Wall und Bergfried, sind noch im Boden erkennbar. Durch mehrere Überfälle der Burgherren auf das Umland sah sich Ludwig der Heilige genötigt, seinen Bruder Heinrich Raspe mit der Zerstörung der Burg zu beauftragen. Nach dem Wiederaufbau gelangte die Burg in den Besitz der Grafen von Gleichen und wurde 1477 an das Stift verkauft. 1525 wurde das Stift als Folge der Reformation geschlossen und enteignet. In der Folge wurde 1544 die Stiftskirche teilweise abgebrochen.
Nachdem Ettersburg in den Besitz der Herzöge von Sachsen-Weimar-Eisenach gelangt war, begann 1706 der Bau des ersten Schlosses auf den Grundmauern der Klosteranlage. Schon 1723 wurde mit der Errichtung des zweiten Schlosses begonnen. Diese Anlage wurde 1736 unter Herzog Ernst August vollendet. Herzogin Anna Amalia nutzte zwischen 1776 und 1782 die Gebäude für ihren Sommeraufenthalt. Hierdurch wurde Ettersburg zu einem Zentrum der Weimarer Klassik um Johann Wolfgang von Goethe und Christoph Martin Wieland. Ab 1842 nutzte der spätere Großherzog Carl Alexander Ettersburg als Residenz. Bekannte Personen, wie unter anderem Franz Liszt, Hans Christian Andersen, Heinrich Hebbel und Moritz von Schwind waren in dieser Zeit zu Gast. 1921 gingen Schloss und Kammergut in den Besitz des Landes Thüringen über. In der Folge wurde ein Landeserziehungsheim eingerichtet, das beispielsweise Ausbildungsstätte von Wernher von Braun und Wolf Jobst Siedler war. Ettersburg gehörte zu den Hermann-Lietz-Schulen. Seit 1945 wurde das Gebäude wechselnd genutzt.
Zu DDR-Zeiten betrieb die LPG Am Ettersberg im Ort ein Betriebs-Ferienlager für die Kinder ihrer Betriebsangehörigen.

### Einwohnerentwicklung
| - 1910 – 216 - 1933 – 346 - 1939 – 369 - 1994 - 429 - 1995 - 416 - 1996 - 441 - 1997 - 483 - 1998 - 499 - 1999 - 515 | - 2000 - 527 - 2001 - 522 - 2002 - 529 - 2003 - 564 - 2004 - 576 - 2005 - 586 - 2006 - 591 - 2007 - 590 - 2008 - 572 | - 2009 - 564 - 2010 - 574 - 2011 - 570 - 2012 - 583 - 2013 - 587 - 2014 - 600 - 2015 - 627 - 2016 - 638 - 2017 - 651 | - 2018 - 667 - 2019 - 682 - 2020 - 685 - 2021 - 711 |

 Datenquelle ab 1994: Thüringer Landesamt für Statistik

## Politik
Die Kreistagswahlen und Stadtratswahlen vom 26. Mai 2024 führte bei einer Wahlbeteiligung von 64,8 % zu folgendem Ergebnis:
| Partei / Liste             | Stimmenanteil |
| FFW                        | 38,1 %        |
| CDU                        | 21,3 %        |
| AFD                        | 18,7 %        |
| Grüne                      | 7,6 %         |
| Linke                      | 6,8 %         |
| KV d. Bürgerinitiativen WL | 3,6 %         |
| SPD                        | 2,6 %         |
| FDP                        | 1,2 %         |

### Wappen und Flagge
- Ortswappen - Blasonierung: „In Rot eine eingepfropfte silberne Spitze; Feld 1: ein stehendes silbernes Schwert, Feld 2: ein stehender silberner Schlüssel, Feld 3: unten ein roter Reichsapfel gold gebändert.“
- Die Flagge der Gemeinde zeigt die Farben Weiß - Rot.

## Persönlichkeiten

### Söhne und Töchter des Ortes
- Karl Heinrich Emil Koch (1809–1879), Mediziner und Botaniker
- Otto Ludwig Paul August Sckell (1861–1948), Gärtner

### Personen, die mit dem Ort in Verbindung stehen
- Graf Berno, (1123 begraben in Ettersburg), Territorialherr
- Graf Wichmann († nach 1133(?) in Erfurt), Stifter der Ettersburger Kirche  an das Erfurter Marienstift
- Johann Heinrich Merck (1741–1791), 1779 auf Einladung von Herzogin Anna Amalia mehrere Wochen Gast im Schloss
- Wernher von Braun (1912–1977), Raketeningenieur, besuchte das Internat der Hermann-Lietz-Schule auf Schloss Ettersburg bei Weimar bis 1928

## Sehenswürdigkeiten

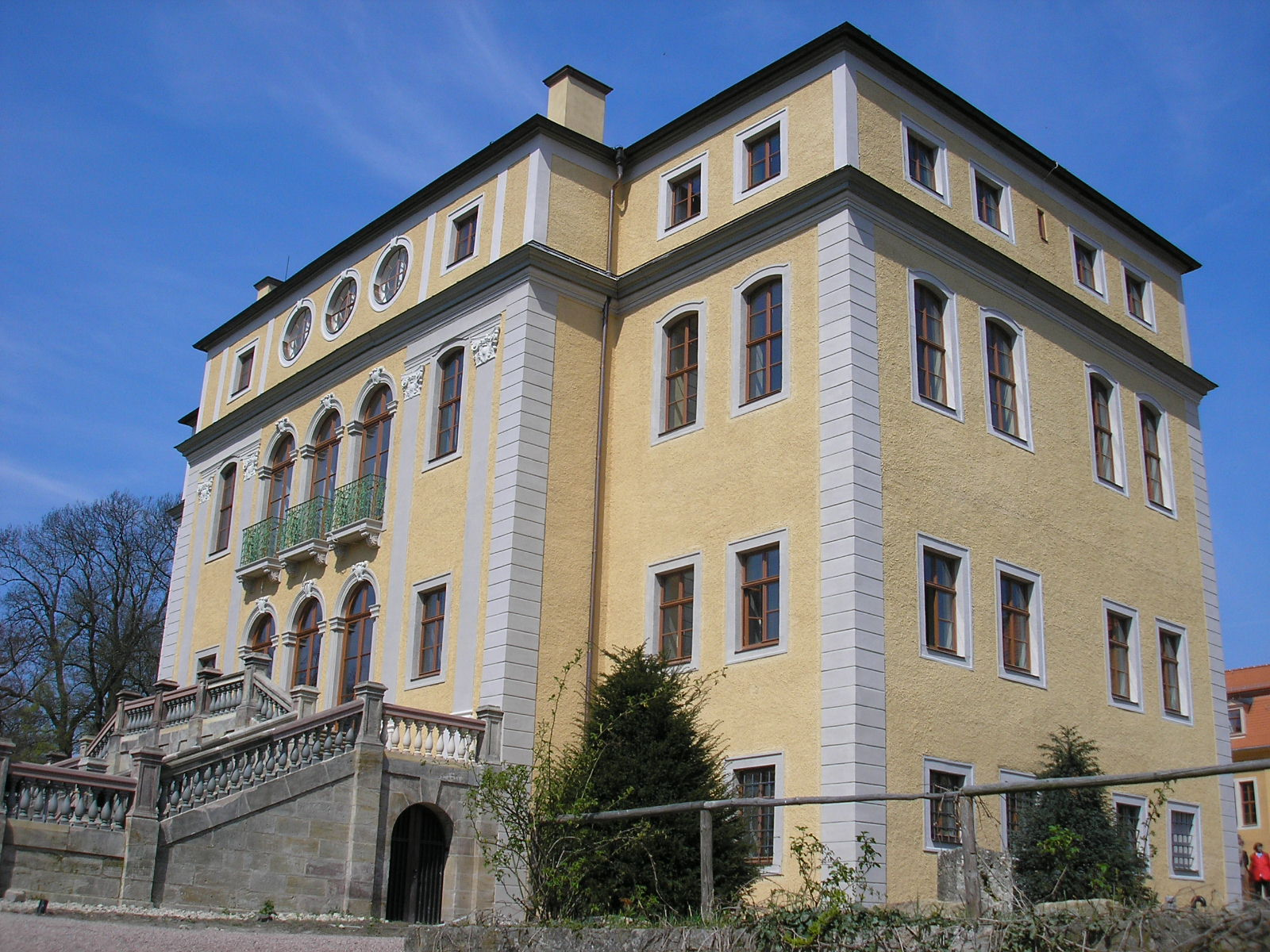
Schloss Ettersburg

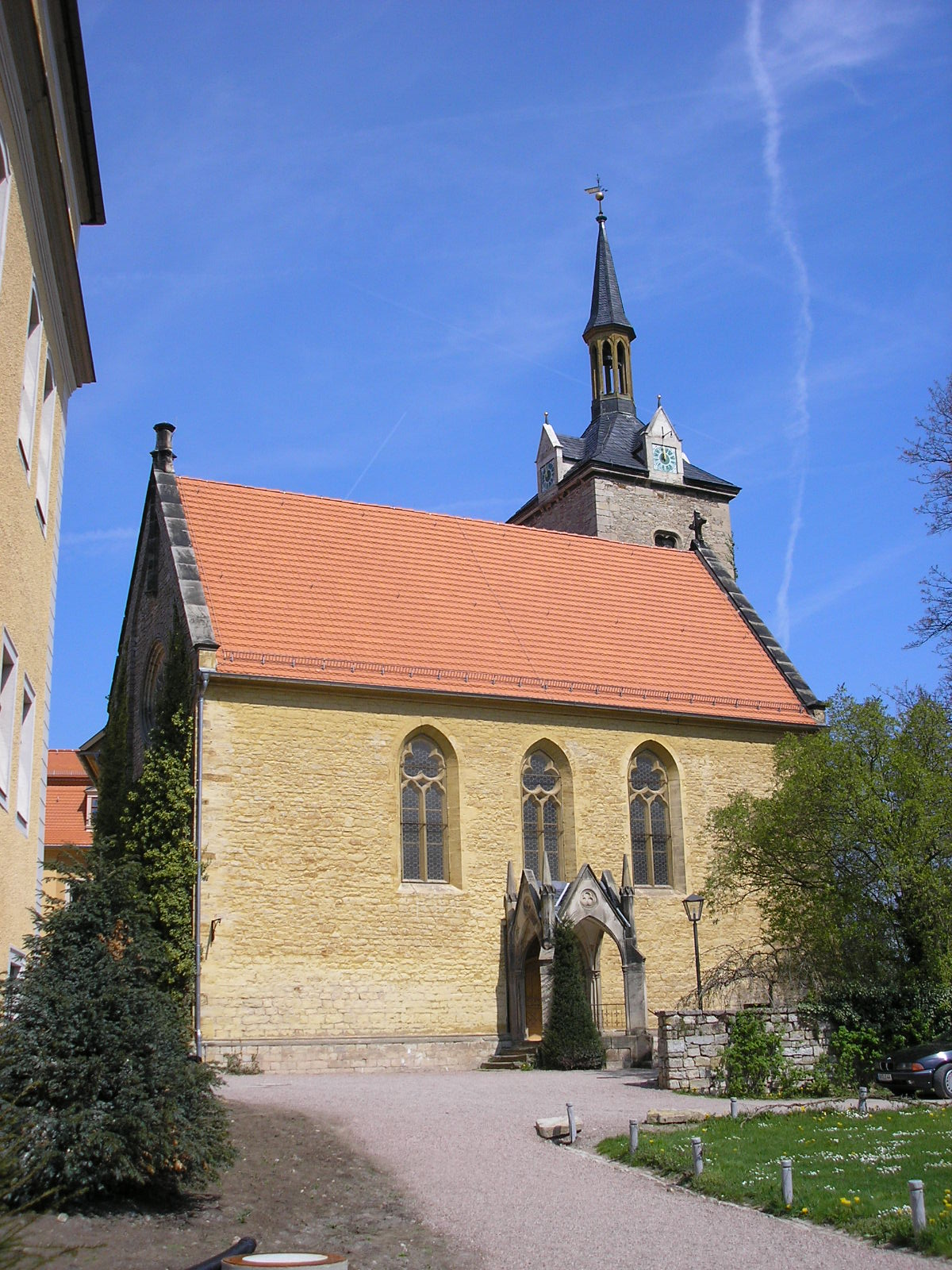
Dorfkirche

### Mahn- und Gedenkstätte KZ Buchenwald
Das ehemalige Konzentrationslager Buchenwald liegt südlich von Ettersburg auf dem Großen Ettersberg und gehört zur Gemarkung von Weimar. Ettersburg und das Lagergelände sind durch die „Zeitschneise“, ein im Rahmen des Kulturhauptstadtprojektes wieder freigelegter mittelalterlicher Jagdpfad, miteinander verbunden. Intention des Projektes war, eine Verbindung der Kontraste zwischen dem Schloss Ettersburg, als Zentrum der Kultur der Weimarer Klassik, und dem Grauen der Jahre 1937–1945 zu schaffen. Die Konzeption des Projektes leistete der Architekt Walther Grunwald.

### Schloss und Park Ettersburg
Die am westlichen Ortsrand befindlichen Gebäude und Anlagen Schloss und Park Ettersburg sind die bekanntesten Sehenswürdigkeiten des Ortes. Eine Stiftung ist in Schloss Ettersburg beheimatet.

### Kirche
Die heutige Stiftskirche entspricht dem Chorraum des Augustiner-Chorherrenstiftes, das im Jahre 1085 gegründet wurde. Sie ist romanischen Ursprungs. Dieser Chorraum wurde von 10 bis 20 Chorherren für ihre täglichen Gottesdienste genutzt. Von dort gingen sie zur Seelsorge in die umliegenden Dörfer. 1525 verließ der letzte Propst mit einigen Chorherren das Stift; sie flohen, weil sie Plünderungen durch die Bauern fürchteten. Andere blieben in Ettersburg, schlossen sich der lutherischen Lehre an und verheirateten sich nach dem Beispiel des Reformators. Die heute noch ansässige Familie Mönch erklärt ihren Familiennamen aus einem solchen Vorgang.
Der Kreuzgang und die Wohngebäude verfielen, weil sie nicht mehr gebraucht wurden. Heute ist nur noch der Chorraum der Stiftskirche vorhanden. Aus katholischer Zeit sind noch der Taufstein von 1487 und der Zelebrantensitz an der Südwand, auf denen die Priester während des Gottesdienstes saßen, erhalten.
Bei der Errichtung der heute noch vorhandenen Kirchenmauern in der Zeit von 1863 bis 1865 erhielt der Chorraum anstelle eines flachen Balkendaches ein hölzernes Gewölbe im gotischen Stil. Die drei Fenster in der Ostwand und die Rosette in der Westwand über der Orgel sind ebenfalls gotischen Ursprunges.
Zwei alte Grabsteine (u. a. Graf Berno) wurden aufgerichtet. Die marmorne Kanzel wurde 1864 aus einer anderen Thüringer Kirche in den Chorraum gebracht.
Die Erforschung der Geschichte begann 1782 mit der Veröffentlichung dreier Urkunden aus dem herzoglichen Archiv zu Weimar; Archivrat Mitschke stellte 1893 die übrigen Daten zusammen.
Der Chorraum (Decke und Wände) wurde von 1986 bis 1989 entsprechend den Befunden des letzten Umbaues von 1863 restauriert. Das Dach wurde neu gedeckt und die Südwand verfugt und farblich entsprechend den Befunden gestaltet. Die Turmuhr und das Turmdach wurden 1985 instand gesetzt. Die Peternell-Orgel wurde 2011 restauriert.

### Kultur- und Baudenkmale
Folgende Bauwerke sind unter Denkmalschutz gestellt worden:
- das Bodendenkmal „Alte Burg“  befindet sich unmittelbar südlich des Verbindungsweges vom Forsthaus Ettersburg zum Schloss[5]
- das Bodendenkmal Ringwallanlage Brunfthof befindet sich etwa 1 km südlich der Ortslage am Forstort Brunfthof[5]
- ehemaliges Forsthaus, Waldstraße 3
- ehemaliges Schulgebäude, Schulstraße 3
- Einzelgehöft, Dorfstraße 20
- die Gehöfte Dorfstraße 43, 44, 45, 46, 47, 48, 49, 50, 51, 52 (alte Nummerierung) bilden ein weiteres Denkmalensemble.
- eine Gedenkstätte für drei sowjetische Kinder und ein polnisches Kind von Zwangsarbeiterinnen, die im Zweiten Weltkrieg nach Deutschland verschleppt wurden, befindet sich auf dem Friedhof
- die parkartig gestaltete Allee an der Straße nach Ramsla